# Shingon

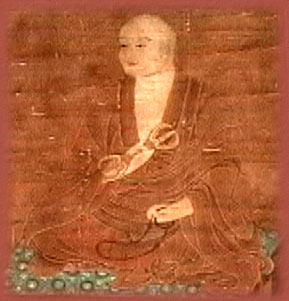
Målning av Kukai, grundaren av shingon.

Shingon är en esoterisk och framstående buddhistisk skola i Japan, som i likhet med tibetansk buddhism är en form av vajrayana (tantrisk mahayanabuddhism). Shingon grundades av Kukai (774-835). Fokus i inriktningen ligger på buddhan Mahavairocana, som anses vara dharmakayan. Kukai lärde bland annat ut esoteriska/tantriska utövningsformer med ritual användning av mandalor, mantran och mudror. Målet är att omvandla tal, kropp och sinne till en buddha.

## Etymologi
"Shingon" (真言) är det japanska motsvarigheten till kinesiskans zhēnyán (真言)], vilket bokstavligen betyder "sanna ord", vilket i sin tur är en kinesisk översättning från sanskrit, mantra (मन्त्र).

## Historik
Shingon uppstod under Heian-perioden, när munken Kukai reste till Kina år 804. Han studerade esoteriska övningar vid Qinglong-templet under ledning av mästaren Huiguo – och förde lärdomarna vidare hem till Japan.

## Tretton buddhor
Shingon betonar tretton buddhor  och bodhisattvor, i synnerhet i begravningsritualen:
- Acala Vidyaraja (Fudō Myōō 不動明王)

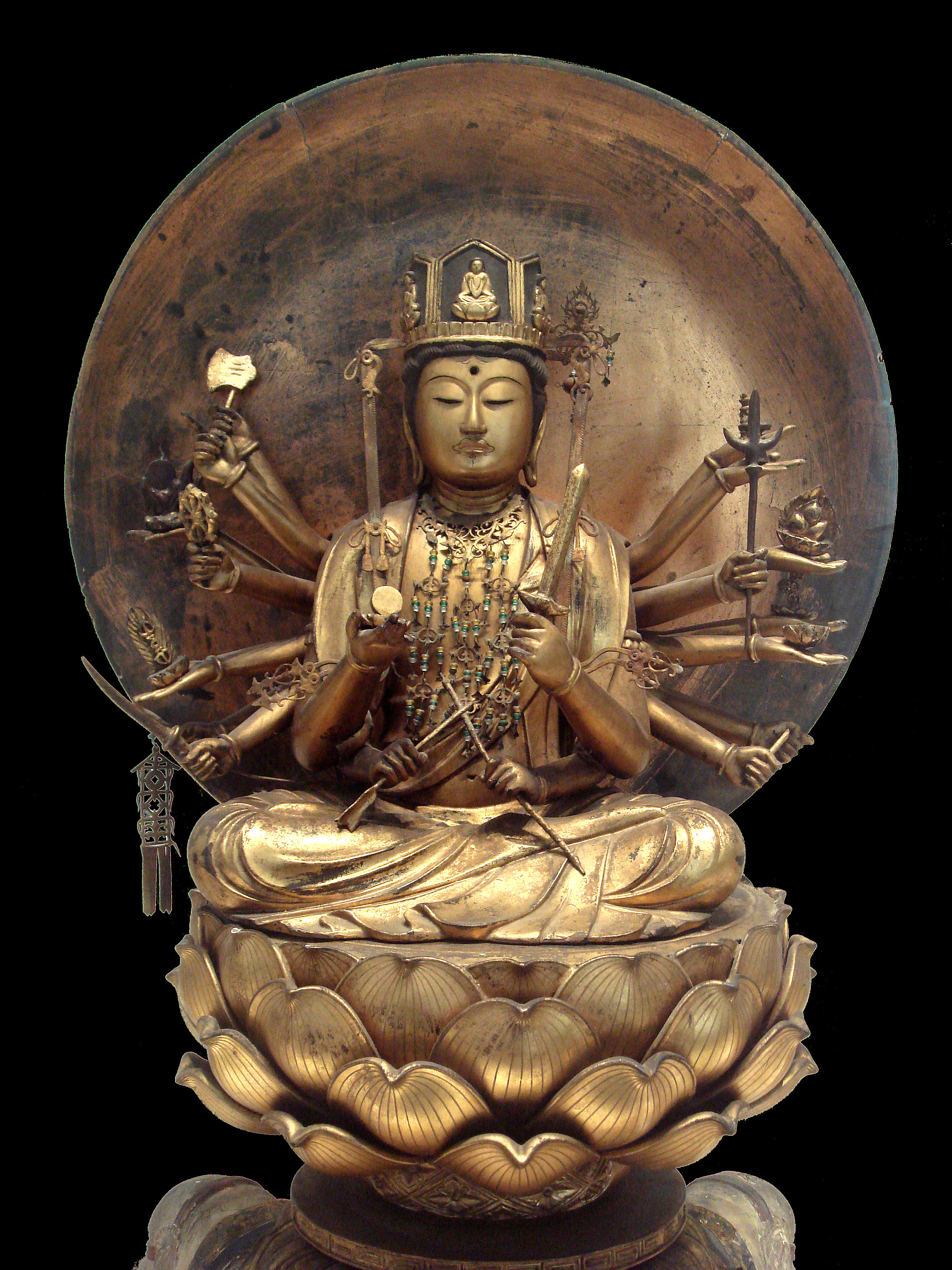
Samantabhadra, en av tretton buddhor inom Shingon-buddhismen.

- Shakyamuni Buddha (Shaka-Nyorai 釈迦如来)
- Manjusri Bodhisattva (Monju-Bosatsu 文殊菩薩)
- Samantabhadra Bodhisattva (Fugen-Bosatsu 普賢菩薩)
- Ksitigarbha  Bodhisattva (Jizō-Bosatsu 地蔵菩薩)
- Maitreya  Bodhisattva (Miroku-Bosatsu 弥勒菩薩)
- Bhaisajyaguru Buddha (Yakushi-Nyorai 薬師如來)
- Avalokiteshvara  Bodhisattva (Kannon-Bosatsu 観音菩薩)
- Mahasthamaprapta Bodhisattva (Seishi-Bosatsu 勢至菩薩 )
- Amitabha  Buddha (Amida-Nyorai 阿弥陀如来)
- Akshobhya  Buddha (Ashuku-Nyorai 阿閦如来)
- Mahavairochana  Buddha (Dainichi-Nyorai 大日如来)
- Akasagarbha Bodhisattva (Kokūzō-Bosatsu 虚空蔵菩薩)

## Shingon-buddhismens grenar[4]

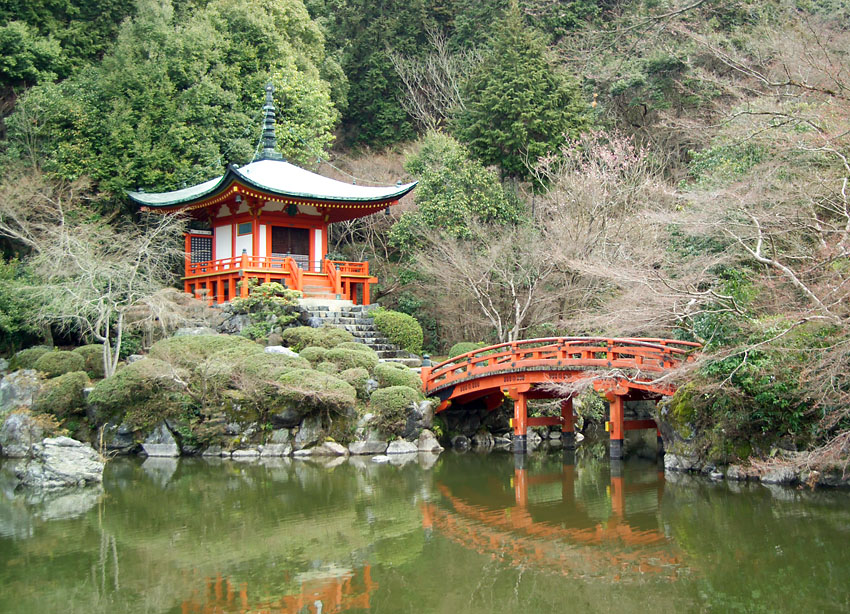
Daigo-ji i Kyoto är ett viktigt tempel för Daigo-ha-grenen.

- Den ortodoxa Shingon-skolan (Kogi) (古義真言宗)
  - Kōyasan (高野山真言宗)
    - Chuin-Ryu-linjen (中院流)

  - Tō-ji (東寺真言宗)
  - Zentsūji-ha (真言宗善通寺派)
  - Daigo-ha (真言宗醍醐派)
  - Omuro-ha (真言宗御室派)
  - Shingon-Ritsu (真言律宗)
  - Daikakuji-ha (真言宗大覚寺派)
  - Sennyūji-ha (真言宗泉涌寺派)
  - Yamashina-ha (真言宗山階派)
  - Shigisan (信貴山真言宗)
  - Nakayamadera-ha (真言宗中山寺派)
  - Sanbōshū (真言三宝宗)
  - Sumadera-ha (真言宗須磨寺派)
  - Tōji-ha (真言宗東寺派)
- Den reformerade Shingon-skolan (Shingi) (新義真言宗)
  - Chizan-ha (真言宗智山派)
  - Buzan-ha (真言宗豊山派)
  - Kokubunji-ha (真言宗国分寺派)
  - Inunaki-ha (真言宗犬鳴派)